# General Goddard (navio de 1782)
O General Goddard foi um navio indiano oriental lançado no ano de 1782 que fez seis viagens para as Índias Orientais para a Honorable East India Company. Depois de ser vendida, fez uma viagem às Índias Ocidentais, onde os espanhóis a capturaram em novembro de 1799.

## Precauções
Os indianos viajam de comboios para o Oriente há muito tempo. Frequentemente, essas embarcações acompanhavam os navios da Marinha Real Britânica, que não transitavam para a Índia, e voltavam para casa. Porém, os índios estavam armados o suficiente para resistir a piratas e gigantes.

## Primeira viagem (1782-1784)
O General Goddard, sob o comando do capitão Thomas Foxall, deixou o porto de Portsmouth em 11 de setembro de 1782, com os generais Fairford, Coote e outros índios orientais..
O General Goddard chegou a Madras em 16 de abril de 1783. Ela chegou a Anjengo, na ponta sul da Índia, no dia 22 de outubro, e depois a Bombay em 9 de novembro. Em Bombay, ela levou a bordo uma parte da tripulação da Resolução dos Indianos Orientais, que havia sido condenada nas Índias Orientais. No caminho de volta para Portsmouth, o navio chegou a Santa Helena em 9 de agosto de 1784 e a Downs em 24 de outubro..

## Segunda viagem (1785-1787)
O General Goddard, ainda sob o comando do capitão Thomas Foxall, deixou o porto de Baixos em 17 de dezembro de 1785, chegando à Madeira em 5 de janeiro de 1786. De lá, navegou para Johanna, nas Ilhas Comoros, chegando em 26 de abril, e Madras em 7 de junho. Ela então navegou para a China, chegando a Malaca em 31 de agosto e Whampoa em 5 de outubro. No caminho de volta, atravessou o Rio das Pérolas em 18 de fevereiro de 1787 e chegou a Santa Helena em 21 de junho. Ele entrou na Holanda em 28 de agosto..

## Terceira Viagem (1789-1790)
O General Goddard deixou os Baixos em 26 de fevereiro de 1789, ainda sob o comando do capitão Thomas Foxall. Ela chegou ao porto de Diamond (Calcutá) em 26 de junho. Em sua volta, o navio chegou em Saugor em 27 de novembro e Madras em 27 de dezembro. De lá, ela chegou a Santa Helena em 18 de março de 1790. Em 14 de maio, ela se afundou perto do Brisou (Grange Chine), na Ilha de Wight. Ela foi tirada, mas teve danos extensos e 10 pés de água em sua grama. assim, ela chegou aos Baixos em 13 de junho.

## Quarta Viagem (1792-1793)
Para sua quarta viagem, o General Goddard estava sob o comando do capitão Thomas Wakefield, com William Taylor Money como seu primeiro tenente. O navio deixou Portsmouth em 16 de fevereiro de 1792 e chegou a Simons Bay em 14 de maio. Em sua viagem de volta, ela chegou à Ilha de Cox em 3 de dezembro e partiu em 22 de dezembro. De lá, navegou para Santa Helena, chegando em 28 de fevereiro de 1793, e depois para os Baixos, chegando no dia 13 de junho. Com a guerra com a França iminente, a primeira carta de marca do general Goddard foi emitida em 9 de março de 1793 para o capitão Wakefield, presumivelmente solicitada pelo HEIC em sua ausência.

## Quinta viagem e a captura de uma frota holandesa (1794-1795)

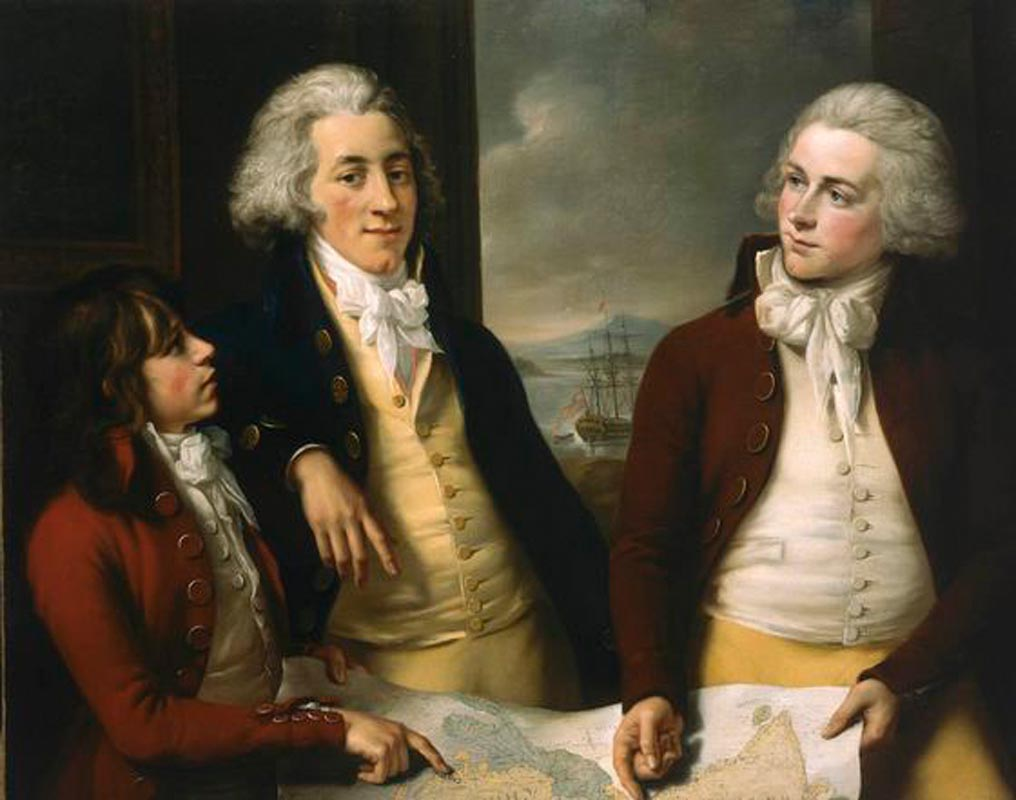
Os Irmãos do Dinheiro, por John Francis Rigaud, por volta de 1788-1792. William Taylor Money é a figura no centro. Museu Nacional Marítimo, Greenwich

O HEIC em William Taylor Money como capitão em seu serviço em 16 de outubro de 1793. A segunda carta de marca do General Goddard foi emitida para Money em 3 de janeiro de 1794.
O governo britânico detinha o General Goddard em Portsmouth, juntamente com vários outros índios, na expectativa de usá-los como transporte para um ataque à Ilha da França (Maurício). Desistiu do plano e libertou os navios em maio de 1794.
Money então navegou com o General Goddard de Portsmouth em 2 de maio de 1794, chegou a Madras em 11 de setembro e chegou ao Diamond Harbour em 10 de outubro. Em direção ao lar, ela estava em Saugor em 19 de dezembro, Madras em 31 de janeiro de 1795, e Santa Helena em 4 de maio.
Enquanto o General Goddard estava em Santa Helena, o HMS Sceptre de terceira classe de 64 armas, sob o comando do Capitão William Essington, chegou com um comboio de navios HEIC navegando para a Índia e China. Ela trouxe a notícia de que a França invadiu as Holanda em janeiro. Além disso, por ordem de 9 de fevereiro de 1795, os navios da Marinha Real e as cartas de marca britânicas receberam instruções para deter navios e cargas holandesas, e assim levá-las a portos britânicos para que pudessem ser detidos provisoriamente. Em 2 de junho, o navio de pacotes Swallow chegou do Cabo da Boa Esperança com a notícia de que um comboio de índios holandeses tinha deixado o Cabo, navegando para os Países Baixos.
Em 18 de maio de 1795, o brigue holandês Komeet, comandado pelo tenente Mynheer Claris, e a corveta holandesa Scipio, comandada por de Jong, navegaram de Table Bay para a Europa com uma esquadra de 16 indianos orientais. Devido ao mau tempo, oito índios tiveram que retornar ao Cabo da Boa Esperança. Esses oito navios partiram novamente em 22 de maio. Os oito índios restantes partiram em 18 de maio com dois imediatos e um corsário holandês do Cabo, o baleeiro Herstilder, navegando à frente. Todos, exceto dois deste grupo, desembarcaram na Noruega, que na época era um país desocupado.

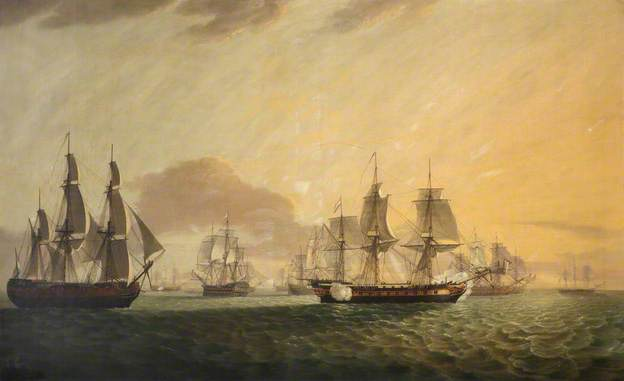
General Goddard, HMS Sceptro e Swallow capturando os índios holandeses, por Thomas Luny; Museu Marítimo NacionalMuseu Nacional Marítimo

O General Goddard capturando um indiano holandês, junho de 1795

Os oito holandeses indígenas que haviam navegado em 22 de maio encontraram Sceptro, General Goddard e Swallow perto de Santa Helena. Essington havia convencido o coronel Robert Brooke, o governador de Santa Helena, a emprestar-lhe algumas tropas e a colocar os navios HEIC lá, na época, sob seu comando, para formar um esquadrão para tentar interceptar os holandeses. Em 3 de junho, Sceptro, General Goddard, Manship (também um navio HEIC), e Swallow partiram. Cinco outros navios HEIC partiram mais tarde, dos quais apenas Busbridge encontrou o esquadrão. Em 7 de junho, o esquadrão capturou a "ricamente carregada"Julie. Três dias depois, os britânicos capturaram o navio indiano-holandês Hougly, que Swallow escoltou para Santa Helena, antes de retornar ao esquadrão com marinheiros adicionais. Devido ao mau tempo, Manship e Busbridge perderam contato com o esquadrão de Essington.
Na tarde de 14 de junho, o esquadrão de Essington avistou sete velas. Às 1h da manhã seguinte, o General Goddard navegou pela frota holandesa, que disparou contra ela. O navio não respondeu. Mais tarde naquela manhã, depois de um intercâmbio de tiros entre os navios britânicos e holandeses, os holandeses se renderam. Os navios da HEIC Busbridge, o capitão Samuel Maitland e o capitão da Asia, John Davy Foulkes, chegaram ao local e ajudaram a embarcar nos navios holandeses. Não houve baixas em nenhum dos lados. Os britânicos trouxeram os seus prêmios em São Helena em 17 de junho. O capitão Money recebeu o agradecimento do capitão Essington e uma espada de honra do coronel Brooke.
Em 1 de julho, Sceptro, o General Goddard e os prêmios navegaram de Santa Helena para reunir outros indianos do leste britânico que retornaram. Eles então voltaram para Samta Helena, onde George Vancouver e Discovery, que havia chegado lá, se juntaram a eles. Todo o comboio, agora cerca de 20 navios tão fortes, partiu de lá em 22 de agosto para Shannon, onde a maioria chegou em 13 de dezembro, embora três tenham sido perdidas. O General Goddard chegou aos Baixos em 15 de outubro.
| Nome                 | Lançado                                                                         | toneladas de peso | Capitão               | Tripulação e passageiros                                                    | Valor da carga (Guilders holandeses) | Fate                                                                                            |
| -------------------- | ------------------------------------------------------------------------------- | ----------------- | --------------------- | --------------------------------------------------------------------------- | ------------------------------------ | ----------------------------------------------------------------------------------------------- |
| Dordwijk (Dordrecht) | 1787 para a Câmara do COV de Delft/Rotterdam                                    | 800               | Hendrik Willem Ketjen | 40                                                                          | 89,176                               | Voo de Batavia 22 de novembro de 1794; após a captura, danificado em rota e desfeito em Shannon |
| Hougly               | 1788                                                                            | 1150              | Arnold Rogge          |                                                                             | 139,517                              | Abandonada queimada em 1 de setembro depois de ela se tornarem muito perdidas [1]               |
| Senhora Agatha       | Contratação pela Câmara do COV de Amsterdã                                      | 900               | Herman Pieter Murk    |                                                                             | 115,960                              | Navegou de Batavia em 22 de novembro de 1794; prêmio                                            |
| Mentor               | 1789 no estaleiro de VOC na Zelândia para a Câmara do VOC na Zeeland            | 560               | Ulke Barendsz         | 50                                                                          | 61,361                               | Prêmio                                                                                          |
| Prevenção            | 1786 (comprado)                                                                 | 768               | Christiaan Zummack    |                                                                             | 81,527                               | Partiu de Batavia em 22 de novembro de 1794; após a captura perdida em 5 de setembro            |
| Zeelelie             | 1789                                                                            | 1150              | Kornelis Adriaansz    |                                                                             | 716,139                              | Desfez- nas Ilhas Scilly em 26 de setembro devido à falha do premiador inglês. [1]              |
| Almeida              | 1782 no estaleiro de navios do VOC na Zelândia para a Câmara do VOC em Zelândia | 1150              | Klaas Keuken          | 165 (um morreu na viagem entre Batavia e o Cabo, e 11 desembarcaram no Cabo | 457,491                              | Prêmio                                                                                          |
| Mermin               | 1782 no estaleiro VOC em Amsterdam para a Câmara do VOC em Amsterdã             | 500               | Gerard Ewoud Overbeek | 40                                                                          | Vinho e escovas do Cabo              | Navegou de Batavia em 1795; prêmio                                                              |

Como as capturas ocorreram antes que a Grã-Bretanha declarasse guerra à República Batava, os navios se tornaram direitos à Coroa. Ainda assim, o prêmio em dinheiro, em quantidade de dois terços do valor dos navios holandeses, ascendeu a £76.664 14s maior parte deste dinheiro, £61.331 15s 2d, foi distribuído entre os oficiais e tripulação de Sceptro, General Goddard, Busbridge, Ásia e Swallow.  restante foi para o coronel Brooke, a guarnição em Santa Helena e vários navios nas estradas de St Helena. [Trinta e três anos depois, em julho de 1828, houve um pequeno pagamento final.

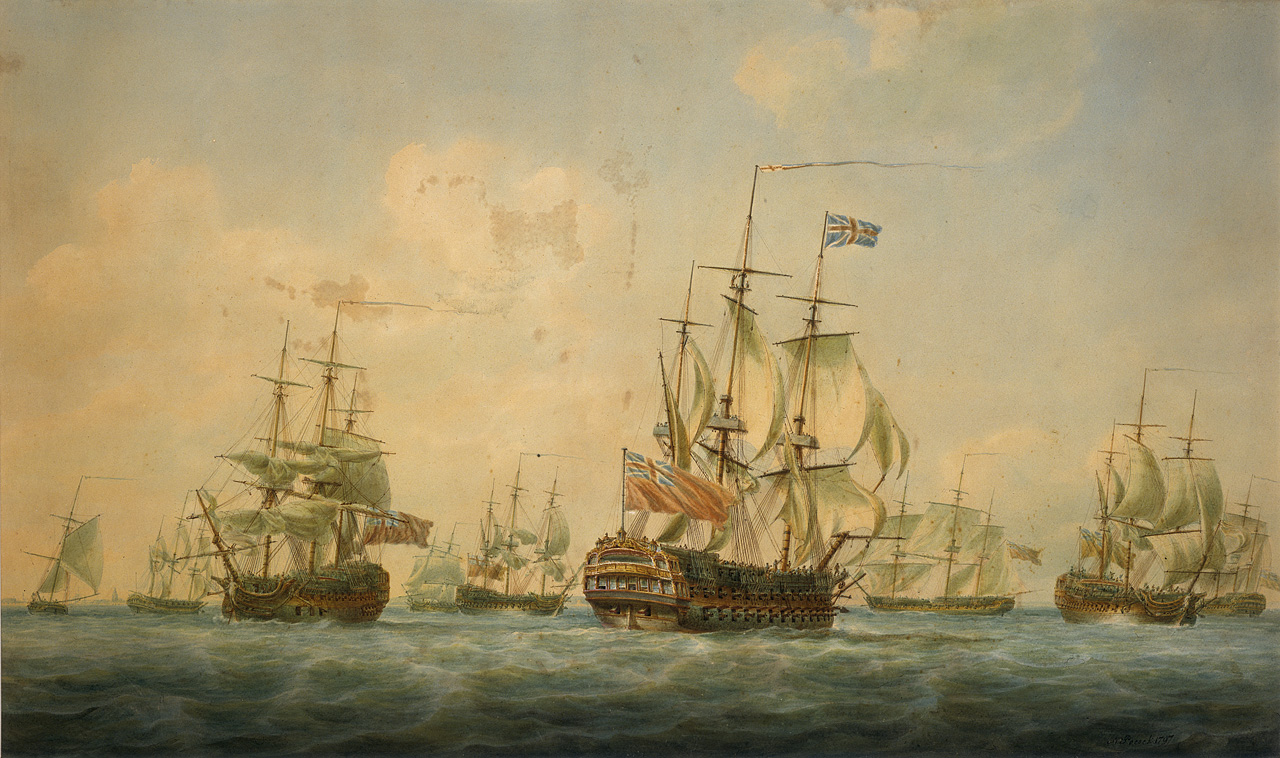
Naves em Spithead, 1797 por Nicholas Pocock, com o mais direito supostamente General Goddard, embora em 1797 ela estivesse nas Índias

A terceira carta de marca do General Goddard foi emitida ao capitão Thomas Graham em 23 de fevereiro de 1796. Ele partiu de Portsmouth em 12 de abril de 1796, e chegou a Baía Simons em 22 de julho. De lá, o General Goddard navegou para Madras, chegando lá em 17 de setembro. Ela fez um desvio para Triquinimale, que ela chegou em 28 de dezembro, antes de retornar a Madras em 5 de janeiro de 1797. Ela então navegou até Calcutá, chegando lá em 28 de fevereiro. Ela fez um segundo ciclo, passando Kedgeree em 1 de agosto em seu caminho para Penang, que ela atingiu em 24 de agosto, antes de retornar ao Diamond Harbour em 30 de outubro.
A razão para o "to-and-fro" foi que o governo britânico montou uma expedição contra Manila em 1797-1798.  (Um dos navios da Royal Navy envolvidos parece ter sido o HMS <i id="mwAUY">Síbille</i>.)  Havia oito navios regulares: Lord Camden, Busbridge, Minerva, Lord Macartney, Lord Hawkesbury, Sir Stephen Lushington, Phoenix e General Goddard. Houve também três "naves desmanteladas": <i id="mwAVA">Pitt</i>, Lascalles e Royal Admiral. D. proprietários reclamaram demurragem; para o General Goddard, o montante que reivindicaram foi de £ 3.729 3s 4d por 179 dias.
Os capitães de todos os navios demandaram ao EIC o reembolso das despesas resultantes do atraso nas suas viagens de volta para casa e, para os oito navios regulares, os riscos adicionais associados aos desvios para Penang. Em 1800, o tribunal concedeu a seis dos capitães dos navios regulares, Graham entre eles, £ 750 cada. O tribunal ordenou ainda que os oficiais dos navios envolvidos recebessem algum pagamento. Os oficiais do General Goddard receberam £250 no total. O vice-chefe (que havia morrido no intervalo), recebeu £57 9s 5d, o purser £22 19s 9d e os outros oficiais quantias intermediárias.
O General Goddard navegou rumo ao lar, passando por Saugor em 19 de dezembro e chegando novamente a Madras em 4 de fevereiro de 1798. De lá, ela chegou ao Cabo em 23 de abril, a Santa Helena em 26 de maio e os Baixos em 2 de agosto.

## Captura
J. Inglis comprou-a e ela se tornou uma loja, com comércio Londres - Jamaica. Ela também foi submetida a uma "boa reparação" em 1799. O capitão John Bennett recebeu uma carta de marca em 11 de junho de 1799.
No outono de 1799, o General Goddard fazia parte de um comboio composto por navios da Inglaterra e Cork, navegando para a Jamaica sob escolta da fragata Crescent e do saveiro Calypso. O comboio estava negociando a Passagem de Mona e estava a 10 ou 12 léguas (48 ou 58 km) a sudoeste de Porto Rico na manhã de 15 de novembro, quando encontrou uma pequena esquadra espanhola que navegava de Santo Domingo a Havana.
 Os navios espanhóis consistiam no navio de 64 canhões de Ásia, Brigadier Don Francisco Montes, 40 canhões da fragata Anfitrite, Capitán de Fragata Don Diego Villagómez e 16 canhões de nave-corveta <i id="mwAX4">Galgo</i> Inglês, Teniente de Navío Don Josef de Arias.  O capitão W.G. Lobb de Crescente tentou afastar os navios espanhóis do comboio, e quando isso falhou, ele fez o comboio dispersar-se.
 Os dois navios espanhóis maiores fizeram para essa parte do comboio com Calypso, mas apenas capturaram o General Goddard, no entanto, o navio mais valioso do comboico.  Ela poderia muito bem ter escapado da captura se o mestre do navio General Goddard tivesse ter prestado atenção e seguido os sinais dos acompanhantes. Os espanhóis chegaram à Havana em 16 de dezembro, tendo capturado um escunhão também no caminho.  valor de seus prêmios, incluindo as lojas navais, que eles acharam de grande utilidade, foi de 440.000 pesos. [1] Registro de navegação para 1800 tem a anotação "capturada" pelo nome do General Goddard. [1]  antigo East Indiaman seria o maior navio apreendido dos britânicos pelos espanhóis durante todo o conflito. [1]
Galgo, que havia deixado o esquadrão espanhol para a Havana no dia anterior (e, portanto, não participou diretamente da ação), teve o azar de ser capturado pela fragata Crescente.  O resto do comboio chegou em segurança a Port Royal Jamaica, alguns em 21 de novembro com Calypso, e o resto em 23 de novembro com Crescente.  Os britânicos levaram Galgo ao serviço sob o nome existente.
Uma vez na Havana, o General Goddard foi colocado sob o comando de alférez de navío José-Gregorio Zaldívar, que permaneceu no comando até 5 de julho de 1800. Ela f provavelmente vendida para o rompimento.

## Estampado comemorativo
Em 17 de dezembro de 1973, Santa Helena emitiu um selo de 6p para comemorar a captura dos índios orientais holandeses pelo General Goddard.